# اسپرس تاج‌خروسی
اسپرس تاج خروسی (نام علمی: Onobrychis crista-galli) نام یک گونه از سرده اسپرس است.